# Bank of the West Classic 1994
Bank of the West Classic 1994 — жіночий тенісний турнір, що проходив на закритих кортах з килимовим покриттям Окленд Колізіум в Окленді (США). Належав до турнірів 2-ї категорії в рамках Туру WTA 1994. Відбувсь удвадцятьтретє й тривав з 31 жовтня до 6 листопада 1994 року. Перша сіяна Аранча Санчес Вікаріо здобула титул в одиночному розряді й отримала 80 тис. доларів США, а також 300 рейтингових очок.

## Фінальна частина

### Одиночний розряд
Аранча Санчес Вікаріо —  Мартіна Навратілова 1–6, 7–6(7–5), 7–6(7–3)
- Для Санчес Вікаріо це був 8-й титул в одиночному розряді за сезон і 20-й — за кар'єру.

### Парний розряд
Ліндсі Девенпорт /  Аранча Санчес Вікаріо —  Джиджі Фернандес /  Мартіна Навратілова 7–5, 6–4